# カンパスペ

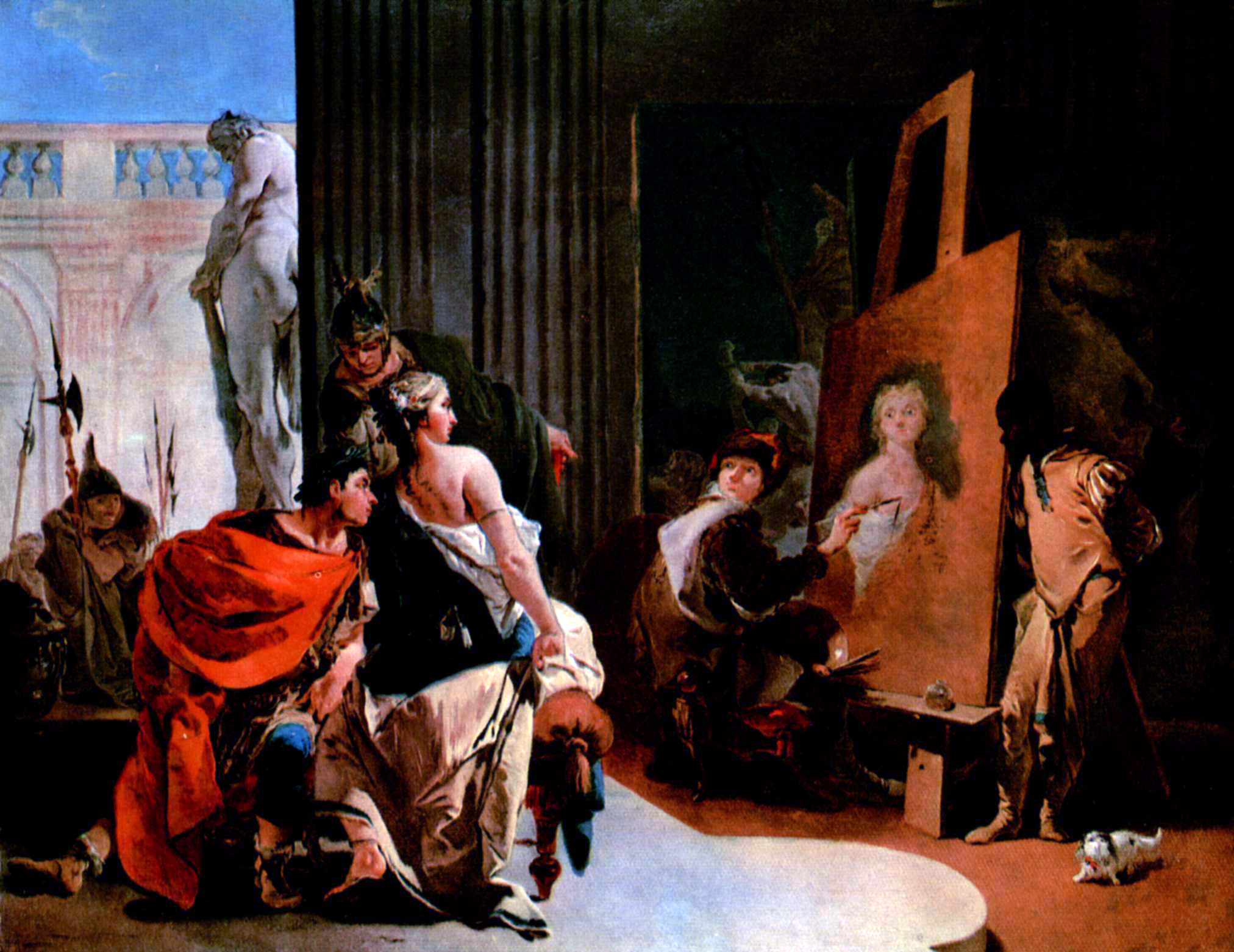
ジョヴァンニ・バッティスタ・ティエポロの絵画『アペレスの工房のアレクサンドロス大王とカンパスペ』（1725年頃-1726年頃）。モントリオール美術館所蔵。

カンパスペ（Campaspe, またはパンカステPancaste）は、アレクサンドロス3世（大王）の情婦で、古代世界で最も偉大な画家という名声のあったアペレスの絵のモデルとなった。そのエピソードはプリニウスの『博物誌』に記録された事実かどうかは怪しい交換の逸話の原因となった。その裸体画の美しさを見たことで、アレクサンドロスは画家が自分以上にカンパスペを理解し、そして愛していることを感じ取った。そこでアレクサンドロスは絵を受け取ったが、カンパスペをアペレスに与えた。「アレクサンドロスは彼にカンパスペをプレゼントとして与えたが、それはあらゆるパトロンで最も気前のいい贈り物で、ルネサンスまでパトロネージュと画家たちの模範とされた」とロビン・レイン・フォックスは述べている。
アペレスはカンパスペを彼の最も賞賛された絵画である『海より出づるアプロディテ』のモデルとしても使った。それは図像上のウェヌス・アナデュオメネで、「髪を絞り、したたる水滴が彼女の体の周りに透き通った銀色のベールを形作っていた」（ペック、1898年）。
カンパスペは我々の知るアレクサンドロスの生涯に関する五つの主要な典拠には現れない。アレクサンドロスの現代の伝記作家ロビン・レイン・フォックスは彼女の言い伝えを『博物誌』のプリニウスやサモサタのルキアノス、ウァリア・ヒストリアのアエリアヌスといったローマの著述家までさかのぼった。彼らはカンパスペがテッサリアのラリッサの著名な市民であったことを究明した。アエリアヌスは彼女が若いアレクサンドロスに愛の手ほどきをしたと推測している。
カンパスペは男にとっての恋人の総称的な詩における同義語となった。イギリスの大学才人で詩人のジョン・リリー（1553年–1606年）は1584年に喜劇『カンパスピ』を著し、また次の詩も著した。
キューピッドと私のカンパスピが
キューピッドの払うキスのためにトランプ遊びをした
彼は矢筒と弓と矢を賭ける
彼の母の鳩と雀の群れも
失い、それから引き渡す
彼の唇の珊瑚と
ほおで育つ薔薇（だがどのようにかは誰も知らない）
これらとともに、額のクリスタル
おとがいのえくぼ
これらはすべて私のカンパスピが勝ち取った
最後に彼は彼女を見つめた
彼女が勝った、盲目のキューピッドは飛び立った
おお愛よ！　彼女は汝にこれをなしたのか？
私は、ああ！　どうなってしまうのか？
スペインの劇作家ペドロ・カルデロン・デ・ラ・バルカはカンパスペの物語から『すべてを与えて、何も与えず』（Darlo todo y no dar nada, 1651年）を著した。

## カンパスペを題材にした美術作品
- 『カンパスペを描くアペレス』
（画）ジェラール・ウィグマナ（英語版） (1673-1741)
- 『アレキサンダー大王の部屋でカンパスペを描くアペレス』
（画）ジャック＝ルイ・ダヴィッド
- 『アペレスにカンパスペを譲るアレクサンドロス』
（画）ジェローム＝マルタン・ラングロワ（英語版） (1778 - 1838)

- 『カンパスペ』
（画）ジョン・ウィリアム・ゴッドワード
- 『アレキサンドロス大王の恋人に恋をするアペレス』
（画）ルイ＝ジャン＝フランソワ・ラグルネ
- 『アレキサンドロス大王の依頼でアペレスの前で服を脱ぐカンパスペ』
（作）オーギュスト＝ルイ＝マリー・オッタン（英語版） (1811–1890)